# Pneumatopteris keysseriana
Pneumatopteris keysseriana är en kärrbräkenväxtart som först beskrevs av Eduard Rosenstock, och fick sitt nu gällande namn av Holtt. Pneumatopteris keysseriana ingår i släktet Pneumatopteris och familjen Thelypteridaceae. Inga underarter finns listade.